# The Klezmatics
The Klezmatics est un groupe de musique new-yorkais, fondé par le chanteur et accordéoniste Lorin Sklamberg (en) en 1985. Ce groupe a participé au renouveau du klezmer en jouant les standards yiddish aussi bien de façon traditionnelle qu'en les accommodant dans un style rock, ska ou jazz.

## Musiciens
Le groupe est actuellement composé de Frank London (en) (trompette, claviers), Lorin Sklamberg (en) (accordéon, piano, guitare et chant), Matt Darriau (clarinette, saxophone, kaval), Lisa Gutkin (violon et chant), Paul Morrissett (cymbalum, basse). Ce groupe est aussi célèbre pour avoir vu passer en son sein beaucoup de musiciens renommés : David Krakauer (clarinettes), Alicia Svigals (violon), Kurt Bjorling (clarinette), David Licht (batterie) pour ne citer qu'eux.
Ces musiciens sont très actifs dans le milieu de la culture yiddish. Frank London, Lorin Sklamberg et David Krakauer viennent souvent donner des ateliers de musique à la Maison de la culture yiddish de Paris[réf. nécessaire].[source insuffisante]

## Histoire
Le groupe s'est formé dans le quartier de East Village, un quartier de Manhattan à New York en 1986. Il est apparu de nombreuses fois à la télévision, notamment dans la série Great Performances sur la chaîne américaine PBS avec le violoniste Itzhak Perlman. Il a collaboré avec le  virtuose roms Ferus Mustafov, les chanteurs israéliens Chava Alberstein et Ehud Banay, le chanteur américain Arlo Guthrie, et les musiciens marocains Les Maîtres Musiciens de Jajouka (en). À Berlin, il a travaillé avec le poète Allen Ginsberg. Le trompettiste Frank London a composé la partition de l'œuvre pour la troupe de danse Pilobolus Dance Theater, Davenen, que le groupe de musiciens a interprétée. Les membres du groupe viennent d'horizons musicaux différents. Le batteur Richie Barshay joue du jazz avec Herbie Hancock et Chick Corea[citation nécessaire]. La violoniste Lisa Gutkin est issue d'un milieu majoritairement celtique avant de rejoindre le groupe[citation nécessaire].
Le concert du 20e anniversaire des Klezmatics a eu lieu dans la salle The Town Hall de New York le 5 mars 2006. Cet événement est inclus dans le documentaire retraçant l'histoire et l'importance du groupe, The Klezmatics : On Holy Ground (2010). Cinq ans plus tard, ils ont enregistré un CD du 25e anniversaire au même endroit.

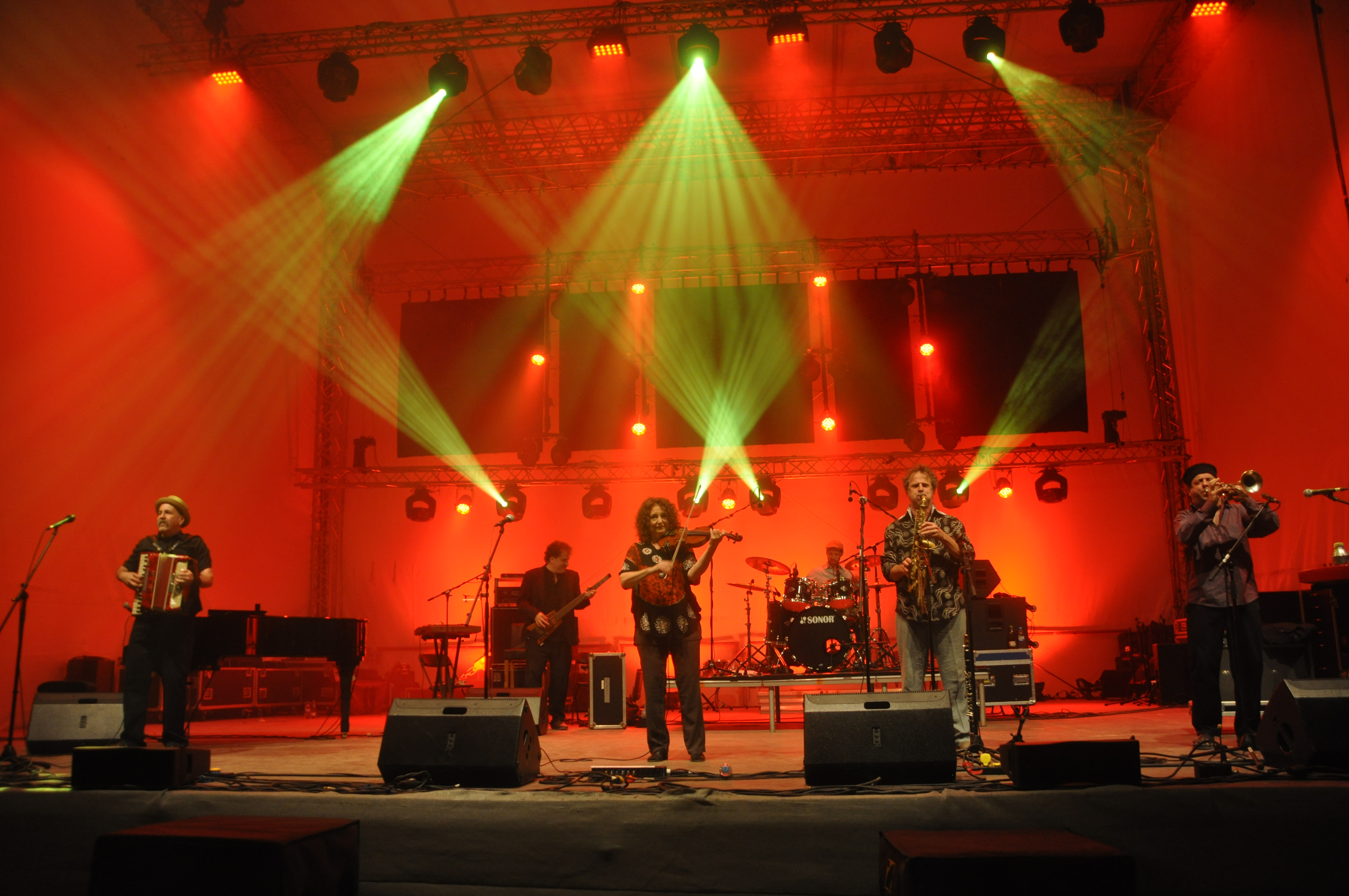
Concert au festival de musique du monde 2013 « Horizonte », forteresse d'Ehrenbreitstein, Coblence.

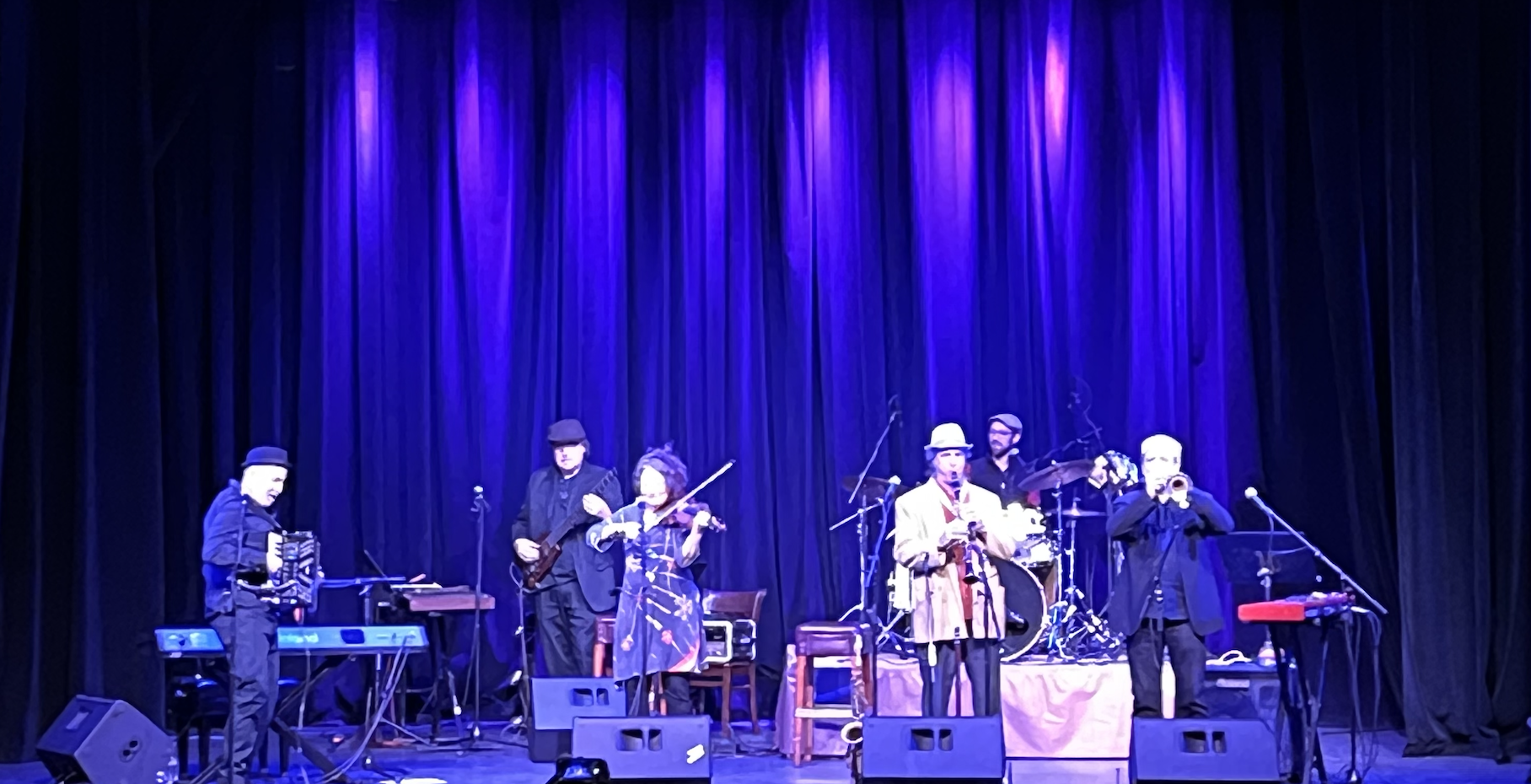
Concert à Nevada City (Californie), en 2023.

## Discographie non exhaustive
- 1988 : Shvaygn = Toyt
- 1990 : Rhythm + Jews
- 1995 : Jews with Horns
- 1997 : Possessed
- 1998 : The Well
- 2003 : Rise Up! Shteyt Oyf!
- 2004 : Brother Moses Smote the Water en collaboration avec Joshua Nelson et Kathryn Farmer
- 2006 : Woody Guthrie's Happy Joyous Hanukkah
- 2006 : Wonder Wheel
- 2008 : Tuml = Lebn
- 2011 : Live at Town Hall
- 2016 : Apikorsim